# Raviv Limonad
Raviv Limonad (Netanya, Israel, nacido el 26 de febrero de 1984) es un jugador israelí de baloncesto. Juega de alero y su actual equipo es el Ironi Nes Ziona B.C. de la Ligat ha'Al.

## Carrera deportiva
Este combo-guard acumuló experiencia en la Premier israelí al haber militado en Maccabi Ironi Ramat Gan, Hapoel Jerusalem, Hapoel Ironi Nahariya e Iscar Nahariya, equipo desde el que fue incorporado a Maccabi de Tel Aviv en marzo de 2009 gracias a sus buenas actuaciones que le habían llevado a promediar 14,1 puntos (58,2 % T2, 42,1 % T3 y 73,9 % TL), 3 rebotes, 4,5 asistencias y 1,4 robos de balón. Ganó con 20 años con Hapoel la ULEB Cup. Toda su carrera deportiva jugó en Israel, excepto una temporada con el Le Mans Sarthe francés durante la campaña 2007-08, teniendo una importante participación personal en Euroliga (10,5 puntos, 4,1 asistencias y 2,3 robos de balón y en el Menorca Bàsquet la temporada 2010-11.

## Selección nacional
Internacional en categorías inferiores, destacó en el Eurobasket de Brno U-20, torneo en el que Israel fue finalista. Disputó con la Selección absoluta el Eurobasket de 2009, 2013 y 2015.

## Clubes
- Ironi Ramat Gan: 2006-2007
- Hapoel Jerusalem B.C.: 2006-2007
- Ironi Nahariya: 2006-2007
- Le Mans Sarthe Basket: 2007-2008
- Ironi Nahariya: 2008-2009
- Maccabi Tel Aviv: 2009-2010
- Menorca Bàsquet: 2010-2011
- Ironi Ashkelon: 2011-2012
- Hapoel Jerusalem BC: 2012-2013
- Hapoel Tel Aviv BC: 2013-2019
- Ironi Nes Ziona B.C.: 2019-

## Palmarés
- Ganador de una ULEB Cup en el 2005.